# Таязура чорнодзьоба
Таязу́ра чорнодзьоба (Neomorphus rufipennis) — вид зозулеподібних птахів родини зозулевих (Cuculidae). Мешкає в Південній Америці.

## Опис

Чорнодзьоба таязура

Довжина птаха становить 43-50 см. Виду не притаманний статевий диморфізм. Голова, шия і груди темно-фіолетові або чорні, на тімені помітний чуб. На голові попелясто-біла або сірувата пляма, у деяких птахів відсутня. Спина темно-фіолетова або оливково-зелена, крила синювато-чорні або каштанові. Нижня частина грудей і живіт сірі, пера на них мають чорні краї, що формують лускоподібний візерунок. Центральні стернові пера мають фіолетовий відблиск, решта стернових пер чорнувато-зелені. Навколо очей плями голої червонувато-рожевої шкіри.

## Поширення і екологія
Чорнодзьобі таязури мешкають у Венесуелі, західній Гаяні, північній Бразилії і східній Колумбії. Вони живуть у вологих рівнинних тропічних лісах, на висоті до 1100 м над рівнем моря. Зустрічаються поодинці або парами, ведуть переважно наземний спосіб життя. Живляться цвікунами, павуками та іншими членистогими, яких шкукають на землі. Чорнодзьобі таязури слідкують за кочовими мурахами і пекарі, ловлячи сполоханих комах. Вони не практикують гніздовий паразитизм.